# کوسه بلعنده پایین‌باله
کوسه بلعنده پایین‌باله (نام علمی: Centrophorus lusitanicus) نام یک گونه از تیره میان‌ربایندگان است.